# Pectus excavatum
 Mise en garde médicale
Le pectus excavatum (ou thorax en entonnoir) est la déformation la plus fréquente du thorax, le plus souvent congénitale (présente à la naissance) ou se développant au cours de la croissance, caractérisée par un enfoncement plus ou moins prononcé de la partie inférieure du sternum, causée par une longueur excessive des cartilages costaux, qui relient les côtes au bord latéral du sternum.

## Incidence
Il n'existe pas de registre concernant les pectus excavatum et leur répartition dans la population. Les données disponibles ont été établies à partir d'études statistiques ponctuelles.
Les pectus excavatum concernent une naissance sur 400 à 700 et composent 90 % des malformations de la paroi thoracique.
Le sex ratio est de cinq hommes pour une femme, mais aucun lien entre les chromosomes X ou Y et la malformation n'a été établi. 35 % à 45 % des personnes atteintes ont des antécédents familiaux.

## Physiopathologie
Les pectus excavatum sont généralement idiopathiques, et se présentent comme une déformation isolée se majorant avec la croissance. Rarement, il s’intègre dans un syndrome polymalformatif d’origine génétique, dont le plus fréquent est le syndrome de Marfan, ou bien un syndrome d’origine chromosomique ou encore un syndrome de Poland. Un Pectus Excavatum présent à la naissance s'améliore ou disparaît dans 66 % des cas au cours de la première année de vie. Il s'améliore entre 1 et 15 ans dans 40 % des cas. Au-delà il reste inchangé (31 %) ou s'aggrave (69 %).
L’excès de croissance des cartilages costaux est le mécanisme communément admis. Un excès de longueur des cartilages costaux repousse le sternum vers l'arrière et entraîne ainsi l'apparition d'un creux. Lorsque le sternum est repoussé vers l'avant, on parle de pectus carinatum. Les recherches fondamentales actuelles se concentrent sur le métabolisme et la composition du collagène de type II,,.

## Diagnostic

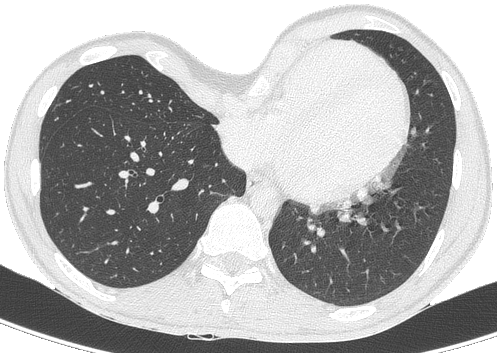
Coupe au scanner.

Le diagnostic est clinique, par l'examen de la déformation thoracique. On peut toutefois proposer la réalisation d'une tomodensitométrie thoracique, permettant le calcul de l'index de Haller, évaluant de manière objective la sévérité de la déformation et permettant de rechercher une compression cardiaque, trachéale ou œsophagienne. Des explorations fonctionnelles respiratoires évaluent l'impact de la déformation sur la fonction pulmonaire, et une épreuve d'effort recherche l'impact sur les capacités d'effort.

## Impact psychologique et physique
Cette déformation a un impact uniquement esthétique dans les formes modérées (index de Haller inférieur à 4). Des études et des témoignages de patients atteints de cette malformation ont montré que le pectus excavatum, dans des cas plus sévères, peut causer des problèmes de compression cardiaque et de difficultés respiratoires, ainsi que des palpitations et des douleurs permanentes, dues au manque de place pour les organes internes.
De plus, beaucoup de patients atteints par cette malformation ressentent une fatigue supérieure à la moyenne : pour une pratique sportive égale, une personne atteinte par un pectus excavatum présente une limitation à l'effort prolongé par rapport à une personne saine. Cela peut donc avoir des répercussions sur la pratique de sports ou de travaux physiques. Une étude récente a par ailleurs démontré une amélioration statistiquement significative de la fonction cardio-circulatoire après traitement chirurgical.
L'impact psychologique du pectus excavatum, en particulier chez les adolescents, peut être très important et entraîner des complexes lors de situations où le torse est exposé (plage, piscine, etc.) ou même en t-shirt. Il peut également être la cause de mal-être, d'isolement ou de repli sur soi, surtout lorsque la personne subit des remarques désobligeantes ou se retrouve seule face à ce problème[réf. souhaitée]. Ce mal-être, surtout à l'adolescence, peut provoquer de la timidité excessive au niveau des relations sexuelles, empêchant un développement normal de relations amoureuses et un isolement dans la société.

## Traitement

### Traitement orthopédique
Il est possible d'assurer la correction progressive du pectus excavatum par l'application, au minimum une demi-heure matin et soir, d'une cloche à dépression ou « vacuum bell ». Ce traitement est très efficace, à condition d'être mis en œuvre avant la puberté. Le « vacuum bell » a été amélioré permettant d'avoir de meilleurs résultats,.

### Chirurgie remodelante

#### Technique de Ravitch
Cette technique est la plus classique. Elle consiste en l'ablation des cartilages de longueur excessive, en laissant en place les étuis cartilagineux (périchondre), ce qui permet une reconstitution de « néocartilages » ossifiés, de bonne longueur et en bonne position. Pendant la phase de consolidation, la mise en place d'une barre métallique temporaire, de 3 à 6 mois selon la technique, assure la stabilité de la paroi antérieure de la cage thoracique. Cette technique peut également permettre un remodelage lorsque la base du thorax est trop proéminente.

#### Technique de Nuss

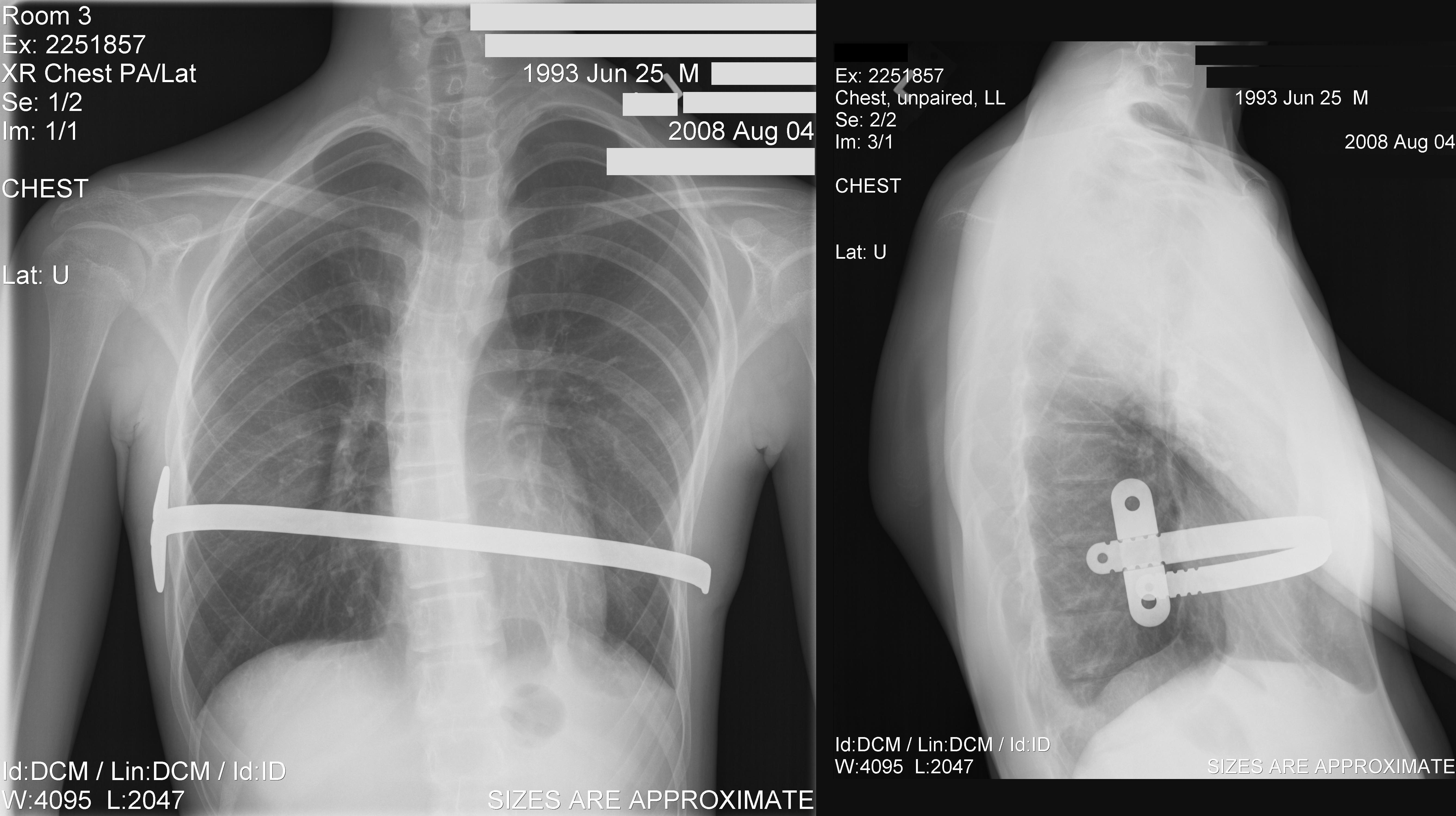
Aspect radiologique d'une barre de Nuss en post-opératoire. À noter qu'une scoliose est associée au pectus excavatum.

La technique chirurgicale mini-invasive de Nuss, plus récente, consiste à introduire une ou deux barres à l'intérieur de la cage thoracique du patient et à les maintenir à l'aide de stabilisateurs, le tout sous contrôle thoracoscopique. Cette intervention est privilégiée pour les jeunes personnes n'ayant pas fini leur croissance (idéalement vers 15 ans, pour une ablation des barres à 18 ans, âge de fin de croissance) et possédant donc encore une structure de cage thoracique relativement souple. L'opération redresse instantanément le thorax mais empêche la pratique de sport pour un délai de 3 mois et interdit les sports de contact (rugby, karaté…) pendant toute la durée durant laquelle le patient porte la ou les barres. Cette technique nécessite une durée d'hospitalisation d'une semaine dont 4 à 5 jours sous péridurale.
Plus cette opération est pratiquée tôt, moins les douleurs physiques sont grandes (croissance des cartilages).
Le matériel est généralement enlevé trois années après avoir été mis en place, une fois que la structure osseuse est solidifiée (transformation des cartilages osseux en os solides, due à l'âge). Le rapport risques/bénéfices de la technique de Nuss est cependant remis en cause du fait de la gravité des complications médicales qui peuvent résulter d'un déplacement de la barre (notamment des perforations cardiaques ou des interruptions de la veine cave).

### Chirurgie plastique

#### Prothèses de comblement
Les prothèses de comblement permettent de traiter le pectus excavatum d’un point de vue purement morphologique. Aujourd’hui c’est une technique de référence car simple, fiable, peu intrusive, sans risque de lésion ou de complications, et donnant des résultats esthétiques affinés. En revanche cette technique ne prétend pas corriger les troubles fonctionnels cardiaques ou respiratoires pouvant être engendrés dans des cas très rares par un Pectus Excavatum. Chez la femme atteinte d’un Pectus Excavatum, l’éventuelle asymétrie mammaire peut être en partie ou en totalité corrigée par cette technique.
La technique du moulage en plâtre du thorax sur la peau du patient peut être utilisée pour concevoir les implants. Mais l’évolution des technologies d’imagerie médicale et de CAO (conception assistée par ordinateur) permet aujourd’hui de réaliser des implants 3D sur mesure, beaucoup plus précis , directement sur la cage thoracique du patient, faciles à placer en sous pectoral et parfaitement adaptés à l’anatomie de chaque patient. Les implants sont réalisés en gomme de silicone médical, inaltérable et incassable (et non en gel de silicone comme les prothèses mammaires). Ils sont placés à vie (sauf événement indésirable très rare) et sont invisibles de l’extérieur.[réf. souhaitée]
L’intervention se fait sous anesthésie générale et dure 1h (un seul temps opératoire, pas d’ablation du matériel). Le chirurgien réalise une incision d’environ 7 cm, prépare la loge sur mesure, insère l’implant en sous musculaire en position profonde, et procède à la fermeture en 3 plans sans drains. L’hospitalisation dure 3 jours.
Les suites de l’intervention sont peu douloureuses : prise d’antalgiques simples. Les soins post-opératoires sont limités: un pansement pendant 8 jours et port d’une brassière de contention pendant 1 mois. Une consultation de contrôle à 8 jours est nécessaire avec ponction du sérome (œdème collecté). La reprise de l’activité est rapide : 15 jours pour le travail et 3 mois pour le sport.[réf. souhaitée]

#### Lipomodelage
Encore appelée « lipofilling », la technique consiste à aspirer la graisse du patient à l'aide d'une seringue munie d'une aiguille de gros calibre (en général au niveau de l'abdomen ou à la face externe des cuisses), puis, après centrifugation, réinjecter les cellules graisseuses sous la peau, dans le creux que l'on désire combler. Cette technique est surtout utilisée pour corriger les petits défauts qui peuvent persister après un traitement chirurgical classique.

### Kinésithérapie
Avant la fin de la croissance osseuse de la cage thoracique, il est possible de corriger partiellement certains défauts morphologiques du thorax, comme le Pectus Excavatum (ou les dépressions sous-mammaires) par une rééducation respiratoire spécifique : [réf. souhaitée]
- enseigner une posture rachidienne correcte ;
- puis enseigner au patient la respiration physiologique ;
- puis l'apnée inspiratoire forcée ;
- enfin, la contraction volontaire du muscle transverse de l'abdomen.

L'exercice de base consiste à créer une hyperpression intrapulmonaire, destinée à pratiquer un « modelage » par l'intérieur de la cage thoracique.
L'effet de cet exercice peut être renforcé par une position de départ judicieuse :
- décubitus ventral ;
- travail à la sangle ;
- résistance manuelle de part et d'autre de la dépression.

L'efficacité de ce traitement kinésithérapique est liée à la précocité d'intervention et à la fréquence des répétitions.[réf. souhaitée]